# Karl Eugen Becker (Gewerkschafter)
Karl Eugen Becker (* 7. November 1937) ist ein deutscher Gewerkschafter. Er war langjähriger Landesverbandsleiter der Deutschen Angestellten-Gewerkschaft (DAG) in Hessen und wurde im Jahr 2001 mit der Wilhelm-Leuschner-Medaille ausgezeichnet.

## Leben
Becker erlernte den Beruf eines Großhandels- und Industriekaufmanns. Er war bei der Deutschen Angestellten-Gewerkschaft tätig, seit 1979 als Stellvertreter des hauptamtlichen DAG-Landesverbandsleiters in Nordrhein-Westfalen. 1983 wurde er vom DAG-Bundesvorstand – zunächst kommissarisch – als Leiter des DAG-Landesverbands Hessen eingesetzt, nachdem sein Vorgänger Gerhard Vetter im Zuge einer Affäre um Abrechnungsbetrug bei der hessischen DAG nach Hamburg versetzt worden war. Die Position des hessischen Landesverbandsleiters hatte Becker langjährig inne, zudem war er in einigen Organen der sozialen Selbstverwaltung tätig: Zunächst im Vorstand der Berufsgenossenschaft der Feinmechanik und Elektrotechnik, dann im Verwaltungsausschuss des Landesarbeitsamtes Hessen und seit 1995 im Verwaltungsrat der DAK. Er war Mitglied der Vertreterversammlung der Landesversicherungsanstalt (LVA) Hessen und wurde im Jahr 2005 in die Vertreterversammlung der Deutschen Rentenversicherung Bund sowie in die Trägervertreterversammlung gewählt.
Becker wurde 1995 und 1999 zum stellvertretenden Vorsitzenden der Versammlung der Hessischen Landesanstalt für privaten Rundfunk gewählt.
Im Mediationsverfahren 1998 bis 2000 zum Konflikt um den Ausbau des Flughafens Frankfurt am Main war er Mitglied der 21-köpfigen Mediationsgruppe.
Karl Eugen Becker nahm auf Vorschlag der SPD-Fraktion des Hessischen Landtages 1989 an der 9. Bundesversammlung und 1999 an der 11. Bundesversammlung teil.
Das Land Hessen ehrte ihn 2001 mit der Wilhelm-Leuschner-Medaille für sein soziales Engagement.

## Veröffentlichungen
- Für eine sichere und soziale Zukunft: 13. Landesverbandstag der DAG Hessen am 2. und 3. März 1996, … Darmstadt. Frankfurt am Main 1996.